# Chickahominy (rivière)
La Chickahominy est une rivière des États-Unis, située dans l'Est de la Virginie.